# プロローグ〈序幕〉
『プロローグ〈序幕〉』（プロローグ じょまく）は、日本の歌手中森明菜の1枚目のスタジオ・アルバム。このアルバムは1982年7月1日にワーナー・パイオニア（現：ワーナーミュージック・ジャパン）よりリリースされた (LP: L-12531, CT: LKF-8042)。

## 背景
『プロローグ〈序幕〉』は、中森のデビュー・スタジオ・アルバムとして、1982年5月1日に発売されたデビュー曲「スローモーション」の発売から2か月後となる1982年7月1日に、LP (L-12531)とCT (LKF-8042)の2形態で同時発売された。このアルバムのプロデュースは「スローモーション」に続き、小田洋雄が担当した。このアルバムの帯コピーは、「〔あ・き・なNo.1〕あらゆる可能性を秘めて待望のファースト・アルバム完成。歌唱力・ルックス・スター性その全てをとっても、あきなはNo.1です」であった。
本作のレコーディングは、公式には1982年2月からロサンゼルスで行われたとされており、自身初のレコーディングであったが、5日間でレコーディングを終えた。しかし一方で、中森へのインタビューで明かされたところでは、既に1月の時点で録音は終わっており、レコーディングのための渡米は話題作りと、レコーディング風景や現地の遊園地でのプロモーションビデオ撮影のためとされている。中森は本作収録楽曲が出来上がった際、1曲だけ好めない楽曲があり自身のイメージと違うと感じていたものの、最終的にはディレクターとの話し合いの末、納得した上でレコーディングしたことを明かしている。
1983年2月より、本作と次作『バリエーション〈変奏曲〉』、そして3枚目のスタジオ・アルバム『ファンタジー〈幻想曲〉』を引っ提げた自身初の全国コンサート・ツアーAkina Milkyway '83 春の風を感じてが行われた。

## シングル
本作の10曲の中から先行シングルとしてのデビュー曲が選ばれ、A面は「スローモーション」、「銀河伝説」、「あなたのポートレート」、「Tシャツ・サンセット」の4曲の中から「スローモーション」が、B面は候補外から「条件反射」が選ばれた。
シングル「スローモーション」は、1982年5月1日に発売された。この楽曲は、1982年7月1日の本作発売直後となる1982年7月26日付のオリコン週間シングルチャートで、最高順位30位を記録した。この楽曲は本作では7曲目として配置された。また本作の4曲目に配置された「条件反射」も本作からのシングルカットで、シングル盤「スローモーション」のB面として発表された。

## 批評
『Hotwax presents 歌謡曲 名曲名盤ガイド 1980's』の馬飼野元宏は本作について「全体にフラット気味のヴォーカルが初々しく、アイドル明菜の原初的な魅力に溢れている」と批評。また、大野雄二や塚山エリコなど「非歌謡曲系作家を既に起用している点も興味深い」とコメントしている。

## チャート成績
『プロローグ〈序幕〉』は、オリコン週間LPチャートの1982年7月12日付で初登場7位を記録した。中森はシングル作品より先行してアルバム作品でトップテン入りを果たした。シングル作品では、1982年7月28日に発売された2枚目のシングル「少女A」が、オリコン週間シングルチャートの1982年10月4日付で9位を記録し（最高順位は同年10月18日付の5位）、トップテン入りを果たしている。同曲のヒットと共に本作のセールスも伸ばし、1982年10月4日付のオリコン週間LPチャートで『プロローグ〈序幕〉』は最高順位5位を記録した。同チャートの100位以内においては、計47週に渡ってランクインしている。また、本作のコンパクトカセット盤は、オリコン週間カセットチャートで最高順位7位を記録し、同チャートの100位以内には計51週に渡ってランクインした。

## 収録曲
| #  | タイトル                 | 作詞       | 作曲       | 編曲     | 時間 |
| -- | ------------------------ | ---------- | ---------- | -------- | ---- |
| 1. | 「あなたのポートレート」 | 来生えつこ | 来生たかお | 萩田光雄 | 4:19 |
| 2. | 「Bon Voyage」           | 篠塚満由美 | 塚山エリコ | 大谷和夫 | 3:46 |
| 3. | 「イマージュの翳り」     | 篠塚満由美 | 佐瀬寿一   | 萩田光雄 | 4:07 |
| 4. | 「条件反射」             | 中里綴     | 三室のぼる | 船山基紀 | 4:02 |
| 5. | 「Tシャツ・サンセット」  | 中里綴     | 田山雅充   | 船山基紀 | 3:12 |

| #         | タイトル                   | 作詞       | 作曲       | 編曲      | 時間  |
| --------- | -------------------------- | ---------- | ---------- | --------- | ----- |
| 6.        | 「銀河伝説」               | 篠塚満由美 | 佐瀬寿一   | 船山基紀  | 3:42  |
| 7.        | 「スローモーション」       | 来生えつこ | 来生たかお | 船山基紀  | 4:06  |
| 8.        | 「A型メランコリー」        | 中里綴     | 田山雅充   | 萩田光雄  | 3:13  |
| 9.        | 「ひとかけらのエメラルド」 | 佐藤アリス | 大野雄二   | 大谷和夫  | 4:18  |
| 10.       | 「ダウンタウンすと〜り〜」 | 伊達歩     | 芳野藤丸   | 大谷和夫  | 4:13  |
| 合計時間: | 合計時間:                  | 合計時間:  | 合計時間:  | 合計時間: | 38:58 |

## クレジット
『プロローグ〈序幕〉』のライナー・ノーツより
| - プロデューサー: 小田洋雄 - ディレクター: 島田雄三 - ミキサー: 菊池功 - フォトグラファー: 野村誠一 - スタイリスト: 東野邦子 - ヘア・メイク: 落合司 | - デザイン: 林柾 - プロモーター: 富岡信夫 - セールス・プロモーター: 畠山政行 - 出版: 日本テレビ音楽・日音 - 原盤制作: 日本テレビ音楽・研音 |

## リリース履歴
| 発売日        | レーベル                                   | 規格                       | 品番          | 備考                                                |
| ------------- | ------------------------------------------ | -------------------------- | ------------- | --------------------------------------------------- |
| 1982年7月1日  | リプリーズ・レコード/ ワーナー・パイオニア | LP                         | L-12531       |                                                     |
| 1982年7月1日  | リプリーズ・レコード/ ワーナー・パイオニア | CT                         | LKF-8042      | フォトカード付                                      |
| 1983年4月23日 | リプリーズ・レコード/ ワーナー・パイオニア | SD                         | SDM-15001     |                                                     |
| 1983年7月23日 | リプリーズ・レコード/ ワーナー・パイオニア | CD                         | 35XL-5        | 銀色ビニール帯                                      |
| 1985年8月10日 | リプリーズ・レコード/ ワーナー・パイオニア | CD                         | 32XL-103      | 廉価盤、色分けビニール帯                            |
| 1991年8月17日 | ワーナーミュージック・ジャパン             | CD                         | WPCL-410      | 廉価盤、紙帯                                        |
| 1996年4月25日 | ワーナーミュージック・ジャパン             | CD                         | WPC6-8182     | 音泉1500シリーズ、Q盤                               |
| 2006年6月21日 | ワーナーミュージック・ジャパン             | CD、デジタル・ダウンロード | WPCL-10276    | 紙ジャケット仕様完全生産限定盤                      |
| 2006年6月28日 | ワーナーミュージック・ジャパン             | デジタル・ダウンロード     | N/A           | [ 18 ]                                              |
| 2012年8月22日 | ワーナーミュージック・ジャパン             | SACD/CDハイブリッド        | WPCL-11134    | 紙ジャケット仕様完全生産限定盤                      |
| 2014年1月29日 | ワーナーミュージック・ジャパン             | CD                         | WPCL-11722    | 廉価盤、赤帯                                        |
| 2018年5月2日  | ワーナーミュージック・ジャパン             | LP                         | WPJL-10083    | 初回生産限定盤、180g重量盤                          |
| 2022年7月1日  | ワーナーミュージック・ジャパン             | 2CD                        | WPCL-13385～6 | オリジナル・カラオケ付 2022ラッカーマスターサウンド |

## 参照
1. 1 2 3 4 5  中森, pp. 145–168.
2. ↑  “iTunes - ミュージック - 中森明菜「プロローグ<序幕>」”.  Apple. 2012年11月21日閲覧。
3. 1 2 3 4 5 6 7  『プロローグ〈序幕〉』（LP）中森明菜、ワーナー・パイオニア、1982年7月1日。L-12531。
4. 1 2 3 4 5 6  『AKINA』（4×12cmCD）中森明菜、ワーナーミュージック・ジャパン、1993年11月10日。WPCL-770〜3。
5. 1 2  オリコンランキング情報サービス「you大樹」
6. ↑  “プロローグ〈序幕〉 AKINA NAKAMORI FIRST | 中森明菜 | ワーナーミュージック・ジャパン - Warner Music Japan”.   ワーナーミュージック・ジャパン. 2011年7月30日閲覧。
7. 1 2  “中森明菜オフィシャルサイト » Single”.   Nakamoriakina.com. 2012年3月3日閲覧。
8. 1 2  “中森明菜オフィシャルサイト » Album”.   Nakamoriakina.com. 2012年3月3日閲覧。
9. 1 2 3 4  『ALBUM CHART-BOOK COMPLETE EDITION 1970 〜 2005』オリコン・マーケティング・プロモーション、2006年4月25日、3,455-456頁。ISBN 4871310779。
10. 1 2 3 4  『スローモーション』（EP）中森明菜、ワーナー・パイオニア、1982年5月1日。L-1600。
11. ↑  中川, pp. 180–181.
12. ↑  (1983年) 中森明菜『Akina Milkyway '83 春の風を感じて』のツアー・パンフレット. 研音 (MILKY HOUSE)
13. ↑  “JBOOK:バラード・ベスト -25th ANNIVERSARY SELECTION-【初回盤/DVD付】:中森明菜:CD”.  文教堂. 2007年11月9日時点のオリジナルよりアーカイブ。2013年7月19日閲覧。
14. ↑  中川, p. 182.
15. 1 2 3 4  馬飼野元宏『Hotwax presents 歌謡曲 名曲名盤ガイド 1980's』シンコーミュージック・エンタテイメント、2006年7月20日、64,221-222頁。ISBN 440175106X。
16. ↑  “プロローグ〜序幕〜 - 中森明菜 - Yahoo!ミュージック”.  Yahoo! JAPAN. 2012年8月9日時点のオリジナルよりアーカイブ。2012年3月24日閲覧。
17. ↑  “中森明菜 / プロローグ（序幕） [再発] [CD] [アルバム] - CDJournal.com”.   音楽出版社. 2012年3月24日閲覧。
18. ↑  “音楽ダウンロード・音楽配信サイト　mora 〜“WALKMAN”公式ミュージックストア〜”.  レーベルゲート. 2012年11月21日閲覧。
19. ↑  “中森明菜 / プロローグ(序幕)AKINA NAKAMORI FIRST [SA-CDハイブリッドCD] [紙ジャケット仕様] [限定] [CD] [アルバム] - CDJournal.com”.   音楽出版社. 2012年7月22日閲覧。